# Post Malone
О́стин Ри́чард Пост (англ. Austin Richard Post; род. 4 июля 1995, Сиракьюс, Нью-Йорк, США), более известен как Post Malone — американский рэпер, певец и автор песен. Свой псевдоним он придумал просто — вбил в генератор рэп-имён своё имя и получилось Post Malone.
Остин начал свою карьеру в 2011 году, но получил широкое признание в феврале 2015 года после релиза своего дебютного сингла «White Iverson». В августе 2015 года Post Malone подписал контракт с Republic Records. 31 января 2017 Остин опубликовал совместную композицию с Quavo под названием Congratulations, которая стала не раз платиновым в США. Сингл стал промо-синглом к своему дебютному альбому Stoney, дебютировавший на шестом месте и добравшиеся до четвёртого места в чарте Billboard 200.
Второй альбом Post Malone — Beerbongs & Bentleys дебютировал на первой строчке в американском чарте Billboard 200 и держался на протяжении трех недель на первом месте.. Альбом был номинирован на 61-й церемонии «Грэмми» как Альбом года. Синглы Rockstar (с 21 Savage) и Psycho (с Ty Dolla Sign) попали на первое место в чарте Billboard Hot 100.

## Юность
Остин Ричард Пост родился 4 июля 1995 года в Сиракьюсе, штат Нью-Йорк. Остин был воспитан своим отцом Ричем Постом и мачехой Джоди Пост. Рич Пост в юности был диджеем и познакомил Остина со многими жанрами музыки, включая хип-хоп, кантри и рок.
Когда Остину было 9 лет, его семья переехала в Грейпвайн, штат Техас, после того как его отец получил работу менеджера концессий для спортивной команды Dallas Cowboys. Остин начал играть на гитаре и проходил в 2010 году прослушивание в группу Crown the Empire, но ему отказали из-за того, что у него порвалась струна во время прослушивания. Он заявляет, что его интерес к гитаре появился благодаря популярной видеоигре Guitar Hero. По его словам первый опыт профессионального музыканта он получил в хеви-метал группе. Позднее он перешёл на более легкий рок, затем на хип-хоп, потом начал экспериментировать в FL Studio. В 16 лет Остин записал свой первый микстейп, используя Audacity, названый Young and After Them Riches. Он показал его своим одноклассникам в старшей школе Грейпвайн. Он говорит, что любовь к музыке привил ему отец, который показал ему много разных жанров музыки. В старшей школе победил в голосовании «Наиболее вероятно станет знаменитым». Будучи подростком, работал в Chicken Express.
Он поступил в Сиракьюсский университет, обучался в нём несколько месяцев и впоследствии покинул его.

## Карьера

### 2011—2016:дебютный альбомStoney

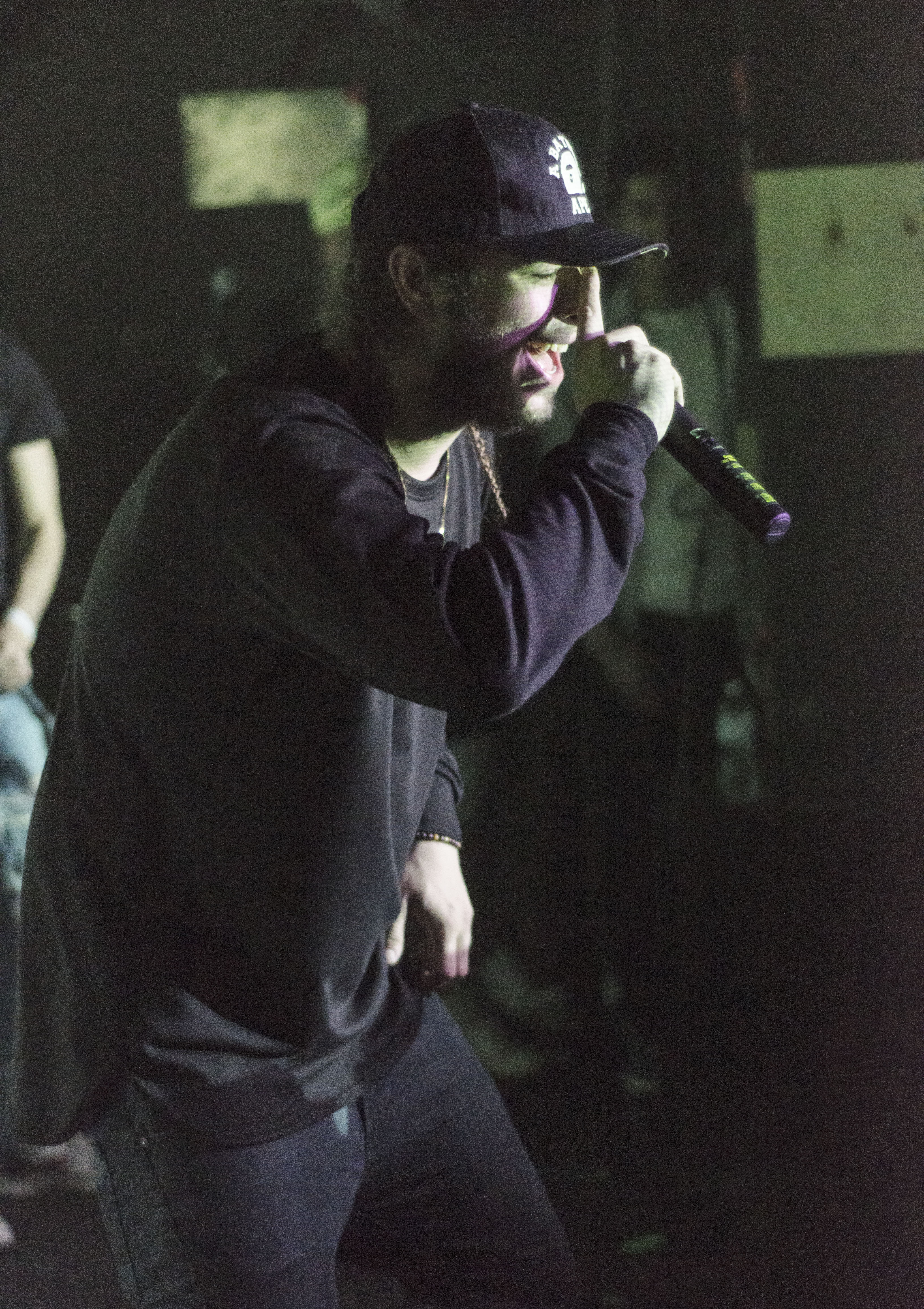
Post Malone в 2015 году

Позже Пост переехал в Лос-Анджелес, штат Калифорния, с его другом Джейсоном Стоуксом, профессиональным игровым стримером. После переезда Пост, Стоукс и несколько других продюсеров и артистов сформировали музыкальную группу BLCKVRD и вместе записывали музыку. Некоторые из них, включая Поста, вместе переехали в дом в Сан-Фернандо. Там он познакомился с продюсерами FKI 1st и Sauce Lord Rich, которые сформировали продюсерскую команду FKi, а также с Рексом Кудо, который продюсировал несколько треков Post Malone, включая «White Iverson». В феврале 2015 года, после завершения работы, сингл был загружен в аккаунт Malone SoundCloud. 19 июля 2015 года Post Malone выпустил видеоклип на песню «White Iverson». Сингл получил похвалу от Мака Миллера и Уиза Халифа. В то время, как Эрл Свэтшот высмеивал его.

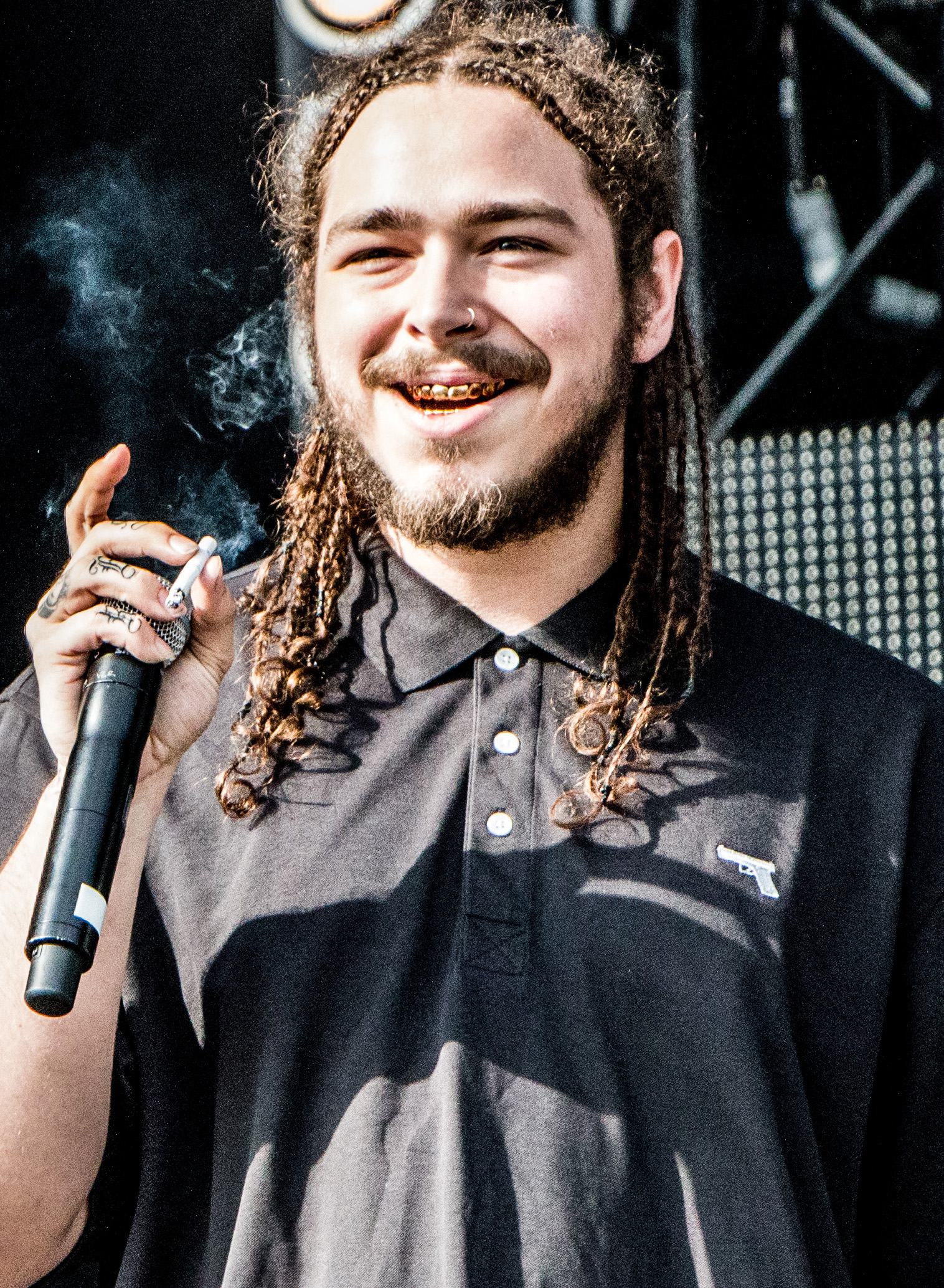
Post Malone в 2016 году

После того, как видеоклип на песню «White Iverson» набрал миллион просмотров в течение месяца после его выпуска, Post Malone привлек внимание многих звукозаписывающих лейблов. В августе 2015 года он подписал контракт со звукозаписывающей компанией Republic Records. Впоследствии Post Malone работал с рядом известных рэперов, таких как 50 Cent, Young Thug и Канье Уэст. В августе 2015 года он выступил на вечеринке по случаю 18-летия Кайли Дженнер, где познакомился с Канье Уэстом, которому понравилась его музыка, знакомство вылилось в совместную работу над синглом «Fade» из альбома The Life of Pablo. Позже Post Malone завел дружбу с канадским певцом и автором песен, Джастином Бибером и выступил на разогреве в его мировом турне Purpose World Tour. 20 апреля 2016 года Post Malone представил свой новый сингл «Go Flex».
В августе 2016 года Post Malone принес извинения за то, что его альбом Stoney вышел с опозданием. Он был доступен для предварительного заказа 4 ноября и выпущен 9 декабря. Позже Post Malone назвал альбом посредственным, несмотря на успех сингла «Congratulations», вошедшего в десятку лучших в Billboard Hot 100 и достигший восьмого места. Альбом Stoney был сертифицирован RIAA как дважды платиновый в октябре 2017 года.

### 2017—2019:Beerbongs & BentleysиHollywood’S Bleeding
В феврале 2017 года Post Malone раскрыл название своего следующего альбома, Beerbongs & Bentleys. В сентябре, он выпустил первый сингл с альбома, Rockstar с участием 21 Savage. Сингл достиг первой строчки в Billboard Hot 100 и удерживал это место в течение восьми недель подряд, что позже побудило журнал Rolling Stone назвать Post Malone одним из самых популярных музыкантов в стране в 2017 году. В ноябре Post Malone выпустил официальный клип на песню «Rockstar» режиссёра Эмиля Навы.
23 февраля 2018 года был выпущен второй сингл «Psycho». Он дебютировал на второй строчке в Billboard Hot 100, став третьим синглом Post Malone, вошедшим в топ-10. 5 апреля 2018 года он заявил, что альбом Beerbongs & Bentleys будет выпущен 27 апреля 2018 года. В тот же день он представил премьеру песни «Stay» во время шоу Bud Lite Dive Bar в Нэшвилле. После выпуска альбом Beerbongs & Bentleys побил рекорды потоковой передачи в первый день на Spotify с 78,7 миллионами потоков по всему миру. Он дебютировал на первом месте в Billboard 200. Альбом был сертифицирован RIAA платиновым через четыре дня.

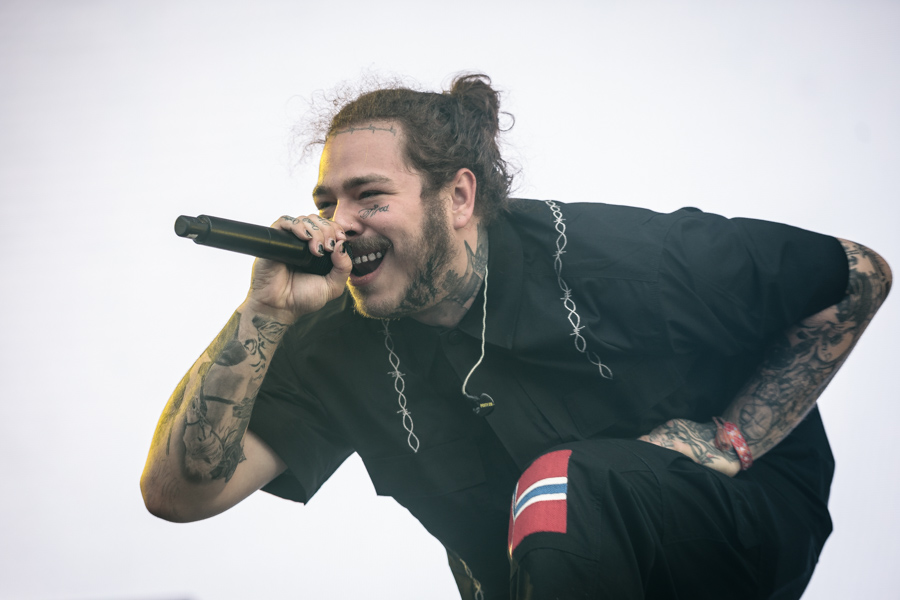
Post Malone в 2018 году

В интервью Billboard в мае 2018 года менеджер Post Malone объявил, что тот планирует открыть свой собственный звукозаписывающий лейбл и кинопроизводственную компанию. В июне 2018 года Post Malone подтвердил, что пишет свой третий альбом, а также подтвердил, что 28 октября в Далласе, штат Техас, состоится организованный им фестиваль под названием Posty Fest.
В августе Post Malone побил 34-летний рекорд Майкла Джексона в чартах Billboard’s Top R&B и Billboard’s Top Hip-Hop Albums с альбомом Stoney, который провел в чарте 77 недель по сравнению с 76 неделями, которые Thriller провел в чарте. Совместный альбом с Маком Миллером также был издан в августе 2018 года. Во время выступления на «The Tonight Show Starring Jimmy Fallon», Post Malone представил песню «Sunflower», которая вошла в саундтрек к фильму «Человек-паук: Через вселенные». В ноябре 2018 года было подтверждено, что Post Malone записывает свой третий альбом в своем доме в Юте.
Post Malone был номинирован на 4 награды 61-й церемонии Грэмми за свой альбом Beerbongs & Bentleys. 10 февраля 2019 года он выступил с Red Hot Chili Peppers. В июле 2019 года Post Malone выпустил сингл «Goodbyes» с участием Young Thug, а также объявил о туре Runaway с Swae Lee.
5 августа Post Malone выложил фрагмент неизданного трека «Circles» на YouTube. 25 июля 2019 года он объявил, что альбом закончен. 30 августа 2019 года Post Malone выпустил сингл «Circles». Он подтвердил, что его предстоящий третий студийный альбом будет выпущен 6 сентября 2019 года. 26 августа 2019 года Post Malone объявил в Twitter, что его третий альбом называется Hollywood’s Bleeding и выйдет 6 сентября 2019 года. Альбом дебютировал на первом месте в Billboard 200, продав 489 000 единиц эквивалента за первую неделю.

### 2020—настоящее время: Twelve Carat Toothache и Austin
12 марта 2020 года концерт Post Malone на Болл-арене прошёл по расписанию, собрав зал в 20 000 человек. Он получил предупреждение за то, что не отменил свое шоу в четверг 12 марта в Болл-арене на фоне растущей обеспокоенности по поводу пандемии COVID-19. Будущие даты тура по США в марте были перенесены на 12 марта 2020 года. 24 апреля 2020 года Post Malone объявил во время онлайн-трансляции, что его альбом «Twelve Carat Toothache» находился в стадии разработки.
В конце апреля 2020 года Post Malone исполнил во время онлайн-трансляции сет, полностью состоящий из каверов на песни группы Nirvana с Трэвисом Баркером, Брайаном Ли и Ником Маком. Это выступление собрало более 5 миллионов долларов США, деньги были переданы во Всемирную организацию здравоохранения на борьбу с COVID-19. Выступление также получило похвалу от членов группы Nirvana, Криста Новоселича и Дэйва Грола, а также вдовы Курта Кобейна, Кортни Лав.
Post Malone снялся в новом фильме Гая Ричи «Гнев человеческий», который вышел в российский прокат 22 апреля 2021 года.
3 июня 2022 года был выпущен четвёртый студийный альбом «Twelve Carat Toothache». В состав релиза вошли треки с коллаборациями с такими артистами как Roddy Ricch, Doja Cat, Gunna, the Kid Laroi и the Weeknd. Альбом был встречен позитивно как публикой так и критиками и получил среднюю оценку 68/100 на сайте Metacritic. Обзоры отмечали более личную и депрессивную тематику песен, но не смогли не заметить общую однообразность треков. Twelve Carat Toothache дебютировал со второй строчки US Billboard Top 200, продав за первую неделю 121.000 эквивалентов копий, из которых 21.000 являются чистыми продажами. К концу 2022 года альбом продал более 747.000 копий.
После нескольких месяцев анонсов, выпусков промо-синглов и прямых трансляций в Instagaram 28 июля 2023 вышел пятый альбом, озаглавленный «Austin». Альбом отличался от прошлых работ отсутствием коллабораций и большим количеством партий акустической гитары. Написание альбома Остин описал «веселым опытом». В среднем, альбом получил положительные оценки от критиков и публики, что подтверждается рейтингом 66/100 на сайте Metacritic. Альбом дебютировал на второй позиции US Billboard Top 200, продав за первую неделю 113.000 эквивалентов копий, в том числе 34.000 чистых продаж. За первую неделю песни с альбома получили более 101.14 миллионов прослушиваний.

## Музыкальный стиль
Музыку Поста описывают как «слияние кантри, гранжа, хип-хопа и R&B» и самого Остина называют разносторонним. Его вокальный стиль называют лаконичным. Сам Пост называет свою музыку «безжанровой».
Пост цитирует Боба Дилана, которым он заинтересовался в 15 лет, и называет его «гением» и «богом». У него есть тату Дилана.

## Личная жизнь
В настоящее время Post Malone проживает в Лос-Анджелесе, штат Калифорния. Он также владеет многомиллионным домом площадью 12 700 квадратных футов в Коттонвуд-Хайтс, штат Юта. Его старый дом в долине Сан-Фернандо, штат Калифорния, был ограблен 1 сентября 2018 года.
Post Malone состоял в трехлетних отношениях с Эшлен Диас, в ноябре 2018 года пара рассталась.
У Post Malone есть несколько татуировок, которые он сделал себе сам, он также сделал несколько татуировок своим друзьям.
В мае 2022 года Post Malone объявил, что его нынешняя девушка ждёт от него ребёнка. В июне во время выступления на «Шоу Говарда Стерна» Post Malone сообщил, что он и его нынешняя девушка помолвлены и у них родилась дочь.

## Фильмография

### Фильм
| Год  | Название                                             | Роль                            | Примечания                                             |
| ---- | ---------------------------------------------------- | ------------------------------- | ------------------------------------------------------ |
| 2018 | Человек-паук: Через вселенные                        | Бруклинский наблюдатель (голос) | Камео; мультфильм; озвучка;                            |
| 2019 | Lil Peep: всё для всех                               | Самого себя                     | Документальный фильм                                   |
| 2020 | Spenser Confidential                                 | Сквиб                           | В титрах «Остин Пост»                                  |
| 2021 | Гнев человеческий                                    | Грабитель №6                    |                                                        |
| 2022 | Runaway                                              | Самого себя                     |                                                        |
| 2023 | Человек-паук: Паутина вселенных                      | Бруклинский наблюдатель (голос) | Не указан в титрах; архивная запись из Через вселенные |
| 2023 | Черепашки-ниндзя: Погром мутантов                    | Рэй Филе (голос)                | Мультфильм; озвучка; в титрах: «Остин Пост»            |
| 2024 | Это я. Сейчас                                        | Лео                             |                                                        |
| 2024 | Kids Are Growing Up: A Story About a Kid Named Laroi | Самого себя                     | Документальный фильм                                   |
| 2024 | Дом у дороги                                         | Картер Форд                     | В титрах «Остин Пост»                                  |

### Телевидение
| Год        | Название            | Роль              | Примечания                                    |
| ---------- | ------------------- | ----------------- | --------------------------------------------- |
| 2017- 2019 | FishCenter Live     | Самого себя       | 2 выступления Музыкальный гость               |
| 2018       | Ghost Adventures    | Самого себя       | Бойня                                         |
| 2022       | Saturday Night Live | Музыкальный гость | 47 сезон, 22 выпуск: Селена Гомес/Post Malone |
| 2023       | Impractical Jokers  | Самого себя       | Выпуск: Post Malone                           |

## Дискография

### Студийные альбомы
- Stoney (2016)
- Beerbongs & Bentleys (2018)
- Hollywood’s Bleeding (2019)
- Twelve Carat Toothache (2022)
- Austin (2023)
- F-1 Trillion (2024)

### Микстейпы
- August 26th (mixtape)[англ.] (2016)
- The Diamond Collection (2023)

## Концертные туры

### Участие
- Джастин Бибер — Purpose World Tour[англ.](2016)

Собственные
- Hollywood Dreams Tour (2016)
- Stoney Tour (2017)
- Beerbongs & Bentleys Tour (2018—2019)[97][98]
- Runaway Tour[англ.] (2019)[99][100]
- Twelve Carat Tour[англ.] (2022—2023)
- If Y'all Weren't Here, I'd Be Crying Tour[англ.] (2023)

## Награды и номинации

### American Music Award
| Год  | Номинируемая работа | Категория   | Результат | Прим. |
| ---- | ------------------- | ----------- | --------- | ----- |
| 2018 | Post Malone         | Артист года | Номинация |       |

### Billboard Music Award
| Год  | Номинируемая работа                   | Категория                            | Результат | Прим.   |
| ---- | ------------------------------------- | ------------------------------------ | --------- | ------- |
| 2018 | Post Malone                           | Лучший певец                         | Номинация | [ 101 ] |
| 2018 | Post Malone                           | Лучший артист Hot 100                | Номинация | [ 101 ] |
| 2018 | Post Malone                           | Лучшая продаваемая песня             | Номинация | [ 101 ] |
| 2018 | Post Malone                           | Лучший артист Streaming Songs        | Номинация | [ 101 ] |
| 2018 | Post Malone                           | Лучший рэп-артист                    | Номинация | [ 101 ] |
| 2018 | Post Malone                           | Лучший рэпер                         | Номинация | [ 101 ] |
| 2018 | Stoney                                | Лучший альбом Billboard 200          | Номинация | [ 101 ] |
| 2018 | Stoney                                | Лучший рэп-альбом                    | Номинация | [ 101 ] |
| 2018 | «Rockstar» (при участии 21 Savage)    | Лучшая песня Hot 100                 | Номинация | [ 101 ] |
| 2018 | «Rockstar» (при участии 21 Savage)    | Лучшее сотрудничество                | Номинация | [ 101 ] |
| 2018 | «Rockstar» (при участии 21 Savage)    | Лучшая рэп-песня                     | Победа    | [ 101 ] |
| 2018 | «Rockstar» (при участии 21 Savage)    | Лучшая песня Streaming Songs (аудио) | Номинация | [ 101 ] |
| 2018 | «Congratulations» (при участии Quavo) | Лучшая песня Streaming Songs (аудио) | Номинация | [ 101 ] |
| 2019 | Post Malone                           | Лучший артист                        | Номинация |         |
| 2019 | Post Malone                           | Лучший певец                         | Номинация |         |
| 2019 | Post Malone                           | Лучший артист Streaming Songs        | Номинация |         |
| 2019 | Post Malone                           | Лучший артист Billboard 200          | Номинация |         |
| 2019 | Post Malone                           | Лучший артист Radio Songs            | Номинация |         |
| 2019 | Post Malone                           | Лучший артист Hot 100                | Номинация |         |
| 2019 | Post Malone                           | Лучшие продаваемые песни             | Номинация |         |
| 2019 | Post Malone                           | Лучший рэп-артист                    | Номинация |         |
| 2019 | Post Malone                           | Лучший рэпер                         | Номинация |         |
| 2019 | Beerbongs & Bentleys                  | Лучший альбом Billboard 200          | Номинация |         |
| 2019 | Beerbongs & Bentleys                  | Лучший рэп-альбом                    | Номинация |         |
| 2019 | «Better Now»                          | Лучшая песня Hot 100                 | Номинация |         |

### Grammy Awards
Премия «Грэмми» ежегодно вручается Национальной академией искусств и науки звукозаписи. Malone имеет 4 номинации премии «Грэмми».
| Год  | Номинируемая работа                | Категория                                  | Результат |
| ---- | ---------------------------------- | ------------------------------------------ | --------- |
| 2019 | Beerbongs & Bentleys               | Альбом года                                | Номинация |
| 2019 | «Rockstar» (при участии 21 Savage) | Запись года                                | Номинация |
| 2019 | «Rockstar» (при участии 21 Savage) | Лучшее рэп-/песенное совместное исполнение | Номинация |
| 2019 | «Better Now»                       | Лучшее сольное поп-исполнение              | Номинация |

### LOS40 Music Awards
| Год  | Номинируемая работа  | Категория                       | Результат | Прим.   |
| ---- | -------------------- | ------------------------------- | --------- | ------- |
| 2018 | Post Malone          | Новый международный артист года | Номинация | [ 103 ] |
| 2018 | Beerbongs & Bentleys | Международный альбом года       | Номинация | [ 103 ] |

### MTV Video Music Awards
| Год  | Номинируемая работа                 | Категория   | Результат |
| ---- | ----------------------------------- | ----------- | --------- |
| 2018 | Post Malone                         | Артист года | Номинация |
| 2018 | «Rockstar» (при уч. 21 Savage)      | Песня года  | Победа    |
| 2018 | «Better Now»                        | Песня лета  | Номинация |
| 2019 | «Goodbyes» (совместно с Young Thug) | Песня лета  | Номинация |

### MTV Europe Music Awards
| Год  | Номинируемая работа            | Категория          | Результат | Прим.   |
| ---- | ------------------------------ | ------------------ | --------- | ------- |
| 2018 | Post Malone                    | Лучший артист      | Номинация | [ 104 ] |
| 2018 | «Rockstar» (при уч. 21 Savage) | Лучшая песня       | Номинация | [ 104 ] |
| 2018 | Post Malone                    | Best Look          | Номинация | [ 104 ] |
| 2018 | Wireless Festival              | Лучшее World Stage | Номинация | [ 104 ] |
| 2018 | Post Malone                    | Best U.S. Act      | Номинация | [ 104 ] |

### Teen Choice Awards
| Год  | Номинируемая работа                         | Категория                  | Результат | Прим. |
| ---- | ------------------------------------------- | -------------------------- | --------- | ----- |
| 2018 | Post Malone                                 | Choice Artist: R&B/Хип-хоп | Номинация |       |
| 2019 | Post Malone                                 | Choice Artist: Мужчина     | Номинация |       |
| 2019 | Post Malone                                 | Choice Artist: R&B/Хип-хоп | Номинация |       |
| 2019 | «Wow»                                       | Choice Song: Исполнитель   | Номинация |       |
| 2019 | «Sunflower (Человек-паук: Через вселенные)» | Choice Song: R&B/Хип-хоп   | Номинация |       |